# Trigonogastrella parasitica
Trigonogastrella parasitica är en stekelart som beskrevs av Girault 1915. Trigonogastrella parasitica ingår i släktet Trigonogastrella och familjen puppglanssteklar. Inga underarter finns listade i Catalogue of Life.